# 特烏里峰
46°34′33.5″N 9°19′07.5″E / 46.575972°N 9.318750°E

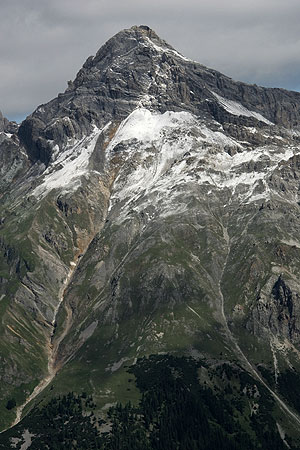

特烏里峰（Teurihorn），是瑞士的山峰，位於該國東南部，由格勞賓登州負責管轄，屬於勒蓬廷阿爾卑斯山脈的一部分，海拔高度2,973米，每年平均降雨量1,929毫米。

## 外部連結
- Teurihorn on Hikr （页面存档备份，存于）